# Affonso Felippe Gregory
Affonso Felippe Gregory (* 6. Februar 1930 in Estrela, Rio Grande do Sul, Brasilien; † 6. August 2008 in Porto Alegre, Rio Grande do Sul, Brasilien) war römisch-katholischer Bischof von Imperatriz. Er war von 1991 bis 1999 Präsident von Caritas Internationalis.

## Leben
Affonso Gregory, Nachfahre von deutschen Auswanderern aus dem Hunsrück, studierte Katholische Theologie an der Päpstlichen Universität Gregoriana in Rom, anschließend Soziologie an der belgischen Katholischen Universität Löwen. Am 25. Februar 1956 empfing er die Priesterweihe.
Am 2. August 1979 wurde er von Papst Johannes Paul II. zum Titularbischof von Drusiliana ernannt und zum Weihbischof im Erzbistum São Sebastião do Rio de Janeiro bestellt. Die Bischofsweihe spendete ihm der Erzbischof von São Sebastião do Rio de Janeiro, Eugênio Kardinal de Araújo Sales, am 12. Oktober 1979; Mitkonsekratoren waren der Bischof von Nova Iguaçu, Adriano Mandarino Hypólito OFM, und der Bischof von Barra do Piraí-Volta Redonda, Waldyr Calheiros Novaes. Am 16. Juli 1987 wurde er zum ersten Bischof des neuerrichteten Bistums Imperatriz.
Am 3. August 2005 wurde seinem Rücktrittsgesuch durch Papst Benedikt XVI. stattgegeben. Er starb an den Folgen einer Leukämieerkrankung.

## Wirken
Affonso Gregory engagierte sich maßgeblich für die Entwicklung der Kirche in Lateinamerika, insbesondere für die Beziehungen zwischen den Ländern Lateinamerikas und den bischöflichen Hilfswerken. Er arbeitete eng mit Adveniat, dem bischöflichen Lateinamerika-Hilfswerk der Katholischen Kirche in Deutschland, zusammen.
Neben Ämtern in der brasilianischen Bischofskonferenz (CNBB) war er Leiter des katholischen Sozialinstituts CERIS (Institut für religiöse Statistik und Sozialforschung), dessen Präsident 1981, und von 1983 bis 1990 Vorsitzender der brasilianischen Caritas. Von 1991 bis 1999 war er Präsident von Caritas Internationalis.
Affonso Gregory setzte sich zudem für die Menschenrechte an seinem südbrasilianischen Bischofssitz Imperatriz ein; die Stadt gilt als Hochburg von Auftragsmorden, so genannten Jungfrauen-Versteigerungen und Kinderprostitution. Als Bischof von Imperatriz hatte er wegen seines Einsatzes sogar Todesdrohungen erhalten.

## Schriften
- mit Jaime Dorselaer: La urbanización en América Latina, zwei Bände (= Estudios sociológicos latinoamericanos, Bd. 2 und 3). Fédération internationale des instituts de recherches socio-religieuses (FERES), Freiburg im Üechtland 1961.